# Eli Dasa
Elazer (Eli) Dasa (Hebreeuws: אלי דסה) (Netanja, 3 december 1992) is een Israëlisch voetballer die als rechter verdediger speelt. In september 2022 verbond hij zich aan het Russische FC Dinamo Moskou.

## Clubcarrière
Dasa, die van Ethiopisch-Joodse komaf is, debuteerde op 31 juli 2010 voor Beitar Jeruzalem in  de Toto Cupwedstrijd tegen Hapoel Ashkelon. In vijf seizoenen speelde hij meer dan honderd competitiewedstrijden voor Beitar Jerusalem waarna hij de overstap maakte naar Maccabi Tel Aviv. Met zijn club werd hij in het seizoen 2018/19 landskampioen en won hij in zowel 2017/18 als 2018/19 de Toto Cup. Medio 2019 liep zijn contract af en op 9 september 2019 werd hij voor drie seizoenen vastgelegd door Vitesse. In zijn tweede seizoen bij de Arnhemse club werd Dasa een vaste waarde in het elftal van Thomas Letsch. Vitesse reikte tot de finale van de KNVB Beker, maar verloor deze met 2-1 van AFC Ajax. In het seizoen 2021/22 wist Vitesse zich te plaatsen voor de groepsfase van de UEFA Europa Conference League, door twee voorrondes te winnen van Dundalk en Anderlecht. Op 21 oktober 2021 zorgde Vitesse voor een zeer grote stunt door met 1–0 te winnen van Tottenham Hotspur. Met tien punten uit zes wedstrijden werd Vitesse tweede in de groep, waarmee het Europees overwinterde.
In september 2022 ging hij transfervrij naar FC Dinamo Moskou.

## Interlandcarrière
Dasa maakte deel uit van de Israëlische selectie op het Europees kampioenschap voetbal mannen onder 21 - 2013 dat in Israël gespeeld werd. Hij debuteerde op 3 september 2015 voor het Israëlisch voetbalelftal in de EK-kwalificatiewedstrijd thuis tegen Andorra (4-0) waarin hij de hele wedstrijd speelde.